# 达姆达
达姆达（Dhamdha），是印度恰蒂斯加尔邦Durg县的一个城镇。总人口8574（2001年）。

## 人口
该地2001年总人口8574人，其中男性4298人，女性4276人；0—6岁人口1300人，其中男645人，女655人；识字率61.60%，其中男性为72.20%，女性为50.96%。